# Misato Fukuen
Misato Fukuen (福圓 美里?, Fukuen Misato; Tokyo, 10 gennaio 1982) è una doppiatrice giapponese.
Nel 2004 fece parte di un gruppo chiamato TAMAGO assieme alla seiyuu Mai Kadowaki; con Akiko Matsuzaki invece ha fatto parte di un gruppo teatrale chiamato 'Otome Kikaku Kuroji'.
Anche altre doppiatrici sono state importante per Misato: Fumiko Orikasa è la doppiatrice che più ammira, mentre è con Kanako Kondō che ha un'amicizia sin dalle scuole medie.

## Doppiaggio

### Anime
2000
- Aya Kurihara in Boys Be

2001
- Hajime in Pretear - La leggenda della nuova Biancaneve

2003
- Amano Misao in Battle Programmer Shirase

2005
- Eve e Tearju Lunatique in Black Cat
- Principessa Lione in Twin Princess - Principesse gemelle
- Silk Koharuno in Ultimate Girls

2006
- Grinfia il Gatto in Animal Crossing
- Tomoya in Pretty Cure Splash☆Star
- Mayu Nagisa in Hataraki Man
- Sonia Strumm in Mega Man Star Force

2007
- Yin in Darker than Black
- Patty in Devil May Cry
- Sonia Strumm in Mega Man Star Force Tribe
- Eri Shingai in AIKa R-16: Virgin Mission

2008
- Kurumu Kurono in Rosario + Vampire
- Elka Frog in Soul Eater
- Oscurità d'Oro in To Love-Ru

2009
- Eri Shingai in AIKa ZERO
- Yin in Darker Than Black
- Elicia Hughes in Fullmetal Alchemist: Brotherhood
- C'r_na in Triggerheart Exelica -Enhanced-

2010
- Saki Mikajima in Durarara!!
- Natsume in Hidamari Sketch x☆☆☆
- Mijumaru, Langley in Pokémon
- Yumina in So Ra No Wo To
- Yoshika Miyafuji in Strike Witches 2
- Yoshika Miyafuji in Strike Witches The Movie
- Oscurità d'oro in Motto To Love-Ru

2011
- Nene Motoe, Nono Motoe in Blood-C
- Rika Shiguma in Boku wa tomodachi ga sukunai
- Utao Kuga in Kamisama Dolls

2012
- Cobalt Blade in Accel World
- Takako Sugiura in Another
- Yumemitchi in Tamagotchi! Yume Kira Dream
- Yōko Tsubaki in Nazo no Kanojo X
- Bābu in Sankarea
- Miyuki Hoshizora/Cure Happy in Smile Pretty Cure!
- Iria Fukumune in So, I Can't Play H?
- Momoe Okonogi in Tasogare Otome x Amnesia
- Oscurità d'oro in To Love-Ru Darkness
- Miyuki Hoshizora/Cure Happy in Eiga Pretty Cure All Stars New Stage - Mirai no tomodachi
- Miyuki Hoshizora/Cure Happy in Eiga Smile Pretty Cure! - Ehon no naka wa minna chiguhagu!

2013
- Miyuki Hoshizora/Cure Happy in Eiga Pretty Cure All Stars New Stage 2 - Kokoro no tomodachi

2014
- Yumemitchi in Go-Go Tamagotchi!
- Miyuki Hoshizora/Cure Happy in Eiga Pretty Cure All Stars New Stage 3 - Eien no tomodachi
- Iggy in Le bizzarre avventure di JoJo: Stardust Crusaders
- Sōta Wakanae in Plastic Memories

2015
- Chibiusa/Black Lady/Sailor ChibiMoon in Sailor Moon Crystal
- Miyuki Hoshizora/Cure Happy in Eiga Pretty Cure All Stars - Haru no carnival

2016
- Asuka Kurashina in Ao no kanata no four rhythm
- Miyuki Hoshizora/Cure Happy in Eiga Pretty Cure All Stars - Minna de utau Kiseki no mahō!
- Yuzuru Hagino in Honey & Honey Drops

2017
- Natsuki Umino in BanG Dream!
- Edna in Tales of Zestiria the X Season 2
- Natsuki Kamikawa in 18if
- Nagisa Suzuki in Two Car
- Himiko Toga in My Hero Academia
- Megumi Setagawa in Hitorijime My Hero

2018
- Asuna Kisaragi in Beatless
- Yuri Shiraki in Lord of Vermilion: The Crimson King
- Miyuki Hoshizora/Cure Happy in Eiga HUGtto! Pretty Cure Futari wa Pretty Cure - All Stars Memories

2023
- Koyu Azuma in Dead Mount Death Play

2024
- Venalita in Le mie adorate maghette
- Charlotte in The Grimm Variations

### Videogiochi
- Mirabo e Maribo in Musashi: Samurai Legend
- Sonia Strumm in Mega Man Star Force 2: Zerker × Ninja/Zerker × Saurian
- Sakura Kasugano in Street Fighter IV, Street Fighter X Tekken e Street Fighter V
- Reimi Saionji in Star Ocean: The Last Hope
- Miyako Okura in Tokimeki Memorial 4
- Miyuki Hoshizora/Cure Happy in Smile Pretty Cure! Let's Go! Märchen World
- Natsuki Amagase in Karumaruka Circle
- Carmelina e Felluca in Granblue Fantasy
- Kō͘chin in Oreshika: Tainted Bloodlines
- Iggy in JoJo's Bizarre Adventure: Eyes of Heaven e JoJo's Bizarre Adventure: All Star Battle R
- Noeri Fujishiro in D.S.: Dal segno
- Oscurità d'oro in Shinobi Master Senran Kagura: New Link
- Chelsea in Dragalia Lost
- Hikari in Persona Q2: New Cinema Labyrinth
- GreyThroat in Arknights
- Edna in Tales of Arise
- Iroha Natsume in Blue Archive
- Robin in Witch on the Holy Night
- Miyabi in Xenoblade Chronicles 3
- Euphausia Etoreika in Metaphor: ReFantazio